# Tapacul del Paramillo
El tapacul del Paramillo (Scytalopus canus) és una espècie d'ocell de la família dels rinocríptids (Rhinocryptidae) que habita a una petita zona de l'oest de Colòmbia.

## Descripció
- Petit moixó que fa uns 10.5 cm de llarg. Iris marró gris. Bec amb mandíbula superior negrosa i inferior gris fosc, amb la base sovint més pàl·lida. Potes gris marró fosc.
- Mascles uniformement gris per sobre i una mica més clar per sota.
- Femella pàl·lida amb dors marró.

## Hàbitat i distribució
Viu a les humides terres altes de la Serralada Occidental de Colòmbia.

## Taxonomia
Era considerat coespecífic d'opacus. Aquests taxons es van considerar espècies diferents pel IOC arran els treballs de Krabbe et Cadena (2010).